# Vanilla acuminata
Vanilla acuminata är en orkidéart som beskrevs av Robert Allen Rolfe. Vanilla acuminata ingår i släktet Vanilla och familjen orkidéer. Inga underarter finns listade i Catalogue of Life.